# Tilleuls de Florée
Les tilleuls de Florée sont deux tilleuls classés situés à Florée dans la commune d'Assesse dans la province de Namur (Belgique).

## Localisation
Les tilleuls sont situés dans le village de condrusien de Florée, le long de la rue du Parvis, en face de l'église Sainte-Geneviève, autre bien classé, et à l'altitude de 295 m. Les troncs sont espacés de moins de 5 mètres et ont été plantés dans l'axe du portail d'entrée de l'église.
Ces deux tilleuls ne doivent pas être confondus avec deux autres tilleuls classés du village, repris sur le site du calvaire de la Croix et situés environ 450 mètres plus au nord, au carrefour de la chaussée de Dinant et de la rue de la Croix.

## Historique
Ces tilleuls communs (Tilia ×europaea) sont bicentenaires.

## Description du site
La circonférence du tronc du premier arbre situé le plus à l'est, mesurée à une hauteur de 1,50 m, est 4,05 m (30 nov. 2013, Jeroen Philippona). La hauteur de ce tilleul mesure exactement 26 mètres (30 nov. 2013, laser avec la méthode Sine). L'autre arbre, planté à l'ouest, a une circonférence de 3,90 m et une hauteur de 25 mètres,.

## Classement
Les deux tilleuls sis devant l'église Sainte-Geneviève, à Florée sont classés depuis le 3 août 1956 et repris sur la liste du patrimoine immobilier classé d'Assesse.

### Sources et liens externes
- Site de Assesse.be
- Site de Cirkwi.com